# Люк Еванс
Люк Еванс (англ. Luke George Evans; нар. 15 квітня 1979, Понтіпул, Уельс) — англійський актор та співак. Еванс розпочав свою кар'єру на сцені, граючи ролі у багатьох виставах театру West End у Лондоні, а саме Rent, Міс Сайгон, та п'єсі Piaf  перед тим як урвати популярності в Голівуді, завдяки ролі Аполло у фільмі «Битва титанів» (2010 року). 
У 2013 Еванс зіграв роль головного антагоніста Овена Шоу у блокбастері «Форсаж 6», а також грав Барда Човняра в екранізації роману 1937 року Дж. Р.Р.Толкіна «Гобіт, або Туди і звідти».

## Життєпис
Люк Еванс народився у Понтіпулі, єдина дитина Івонни та Девіда Евансів. Він виховувався як Свідок Єгови, коли йому виповнилося 16, він залишив і школу і релігію.
У віці 17 років він перебрався у Кардіфф, де навчався співу під керівництвом Луїзи Райан. У 1997 році Люк виграв стипендію в London Studio Centre у Кінгс-Крос, Лондон. Він випустився у 2000 році.

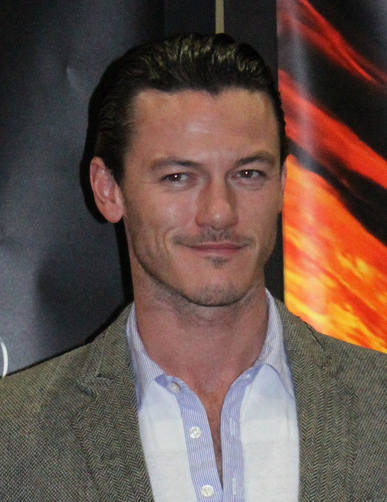
Еванс у 2011 році

З 2000 до 2008 Еванс грав ролі у багатьох постановках театру West End у Лондоні зокрема La Cava, Taboo, Rent, Miss Saigon та Avenue Q, а також у нетрадиційних шоу в Лондоні і на Единбурзькому фестивалі.
2016 року вийшла екранізація трилера Тейта Тейлора «Дівчина у потягу», де Еванс зіграв разом з такими кінозірками, як Ребекка Фергюсон, Емілі Блант та Джастін Теру.

## Особисте життя
Еванс відкритий гей. В інтерв'ю 2002 року він сказав: «Усі знали у Лондоні, що я гей і я ніколи не намагався це приховувати», а також бувши відкритим, він не матиме жодного «скелету у шафі». У 2004 році він сказав, що його акторська кар'єра не постраждала через орієнтацію. У 2014 році Еванс визнав важливість репутації та популярності, хоча він і не приховує свою гомосексуальність, Люк не бажає обговорювати її із засобами масової інформації. Іспанські ЗМІ повідомили, що він був у відносинах з моделлю Джоном Кортахарена.
У 2015 році Еванс був визнаний одним з 50 найкраще одягнених британських чоловіків за версією журналі GQ.

## Активізм
У 2022 році під час повномасштабного російського вторгнення в Україну, яке є частиною російсько-української війни актор підтримав Україну. На своїй сторінці в інстаграмі Люк Еванс висловив солідарність з народом України та опублікував пост зі  знімком жінки, котра постраждала під час обстрілу, в якому засудив війну. Також він разом з іншими акторами, серед яких: Емма Томпсон, Меріл Стріп, Денієл Редкліфф, Сильвестр Сталлоне, знявся у ролику на підтримку українських біженців, в котрому закликав уряд Великої Британії переглянути запропоновані закони, які криміналізують біженців.

## Фільмографія
| Рік       |    | Українська назва               | Оригінальна назва                         | Роль                                     |
| --------- | -- | ------------------------------ | ----------------------------------------- | ---------------------------------------- |
| 2002      | в  | Табу                           | Taboo                                     | Біллі                                    |
| 2009      | кф | Не давіть на Беньяміна Баттона | Don't Press Benjamin's Buttons            | Батько Беньяміна                         |
| 2010      | кф | Боягузи та монстри             | Cowards and Monsters                      | Пол                                      |
| 2010      | ф  | Секс, Наркотики та рок-н-рол   | Sex & Drugs & Rock & Roll                 | Клів Річардс                             |
| 2010      | ф  | Битва титанів                  | Clash of the Titans                       | Аполлон                                  |
| 2010      | ф  | Робін Гуд                      | Robin Hood                                | Шерифський головоріз                     |
| 2010      | ф  | Тамара і секс                  | Tamara Drewe                              | Енді Коб                                 |
| 2011      | ф  | Без компромісів                | Blitz                                     | Крейг Стоукс                             |
| 2011      | ф  | Мушкетери                      | The Three Musketeers                      | Араміс                                   |
| 2011      | ф  | Війна Богів: Безсмертні        | Immortals                                 | Зевс                                     |
| 2011      | ф  | Хвилювання                     | Flutter                                   | Адріан                                   |
| 2012      | ф  | Попіл                          | Ashes                                     | Джей Бі                                  |
| 2012      | ф  | Ворон                          | The Raven                                 | Інспектор Еммет Філдс                    |
| 2012      | ф  | Ніхто не вижив                 | No One Lives                              | Водій                                    |
| 2013      | ф  | Форсаж 6                       | Fast & Furious 6                          | Овен Шоу                                 |
| 2013      | ф  | Хоббіт: Пустка Смога           | The Hobbit: The Desolation of Smaug       | Бард                                     |
| 2013      | с  | Велике пограбування поїзду     | The Great Train Robbery                   | Брюс Рейнольдс                           |
| 2014      | ф  | Дракула. Невідома історія      | Dracula Untold                            | Влад III Дракула, прототип графа Дракули |
| 2014      | ф  | Хоббіт: Битва п'яти воїнств    | The Hobbit: The Battle of the Five Armies | Бард                                     |
| 2014      | вг | LEGO Хоббіт                    | Lego The Hobbit]                          | Бард                                     |
| 2015      | ф  | Форсаж 7                       | Furious 7                                 | Овен Шоу                                 |
| 2015      | ф  | Висотка                        | High-Rise                                 | Річард Вайлдер                           |
| 2016      | ф  | Послання від короля            | Message from the King                     | Доктор Пол Вентворт                      |
| 2016      | ф  | Дівчина у потягу               | The Girl on the Train                     | Скотт Гіпвелл                            |
| 2017      | ф  | Красуня і Чудовисько           | Beauty and the Beast                      | Гастон                                   |
| 2017      | ф  | Ніби уві сні                   | State Like Sleep                          | Еміль                                    |
| 2017      | ф  | Професор Марстон і Диво-жінки  | Professor Marston and the Wonder Women    | Вільям Марстон                           |
| 2016—2018 | мс | Робоцип                        | Robot Chicken                             | Різні персонажі (голос)                  |
| 2018      | ф  | 10 на 10                       | 10x10                                     | Л'юїс                                    |
| 2018      | с  | Алієніст                       | The Alienist                              | Джон Мур                                 |
| 2018      | с  | Велика подорож                 | The Grand Tour                            | себе                                     |
| 2019      | ф  | Ма                             | Ma                                        | Бен                                      |
| 2019      | ф  | Анна                           | Anna                                      | Алекс Ченков                             |
| 2019      | ф  | Загадкове вбивство             | Murder Mystery                            | Чарльз                                   |
| 2019      | ф  | Мідвей                         | Midway                                    | Командир Вейд МакКласкі                  |
| 2019      | с  |                                | The Angel of Darkness                     | Джон Мур                                 |
| 2019      | ф  | Мій янгол                      | Angel of Mine                             | Майк                                     |
| 2020—2021 | мс | Схрестивши мечі                | Crossing Swords                           | король Мерріман (озвучення)              |
| 2021      | ф  |                                | Crisis                                    | Білл Сіммонс                             |
| 2021      | с  | Дев'ять ідеальних незнайомців  | Nine Perfect Strangers                    | Ларс                                     |
| 2021—2021 | с  | Вбивства в Пембрукширі         | The Pembrokeshire Murders                 | Стів Уілкинс                             |
| 2022      | ф  | Ехо3                           | Echo 3                                    | Бембі                                    |
| 2022      | мф | Піноккіо                       | Pinocchio                                 | ямщик (озвучення)                        |
| 2022      | мф | Скрудж: Різдвяна пісня         | Scrooge: A Christmas Carol                | Ебенезер Скрудж (озвучення)              |
| 2023      | ф  | Наш Син                        | Our Son                                   | Нік                                      |
| 2024      | ф  | Втеча на вікенд                | Weekend in Taipei                         | Джон Лоулор                              |
| 2025      | ф  | Руйнівник світу                | World Breaker                             |                                          |

## Нагороди та номінації
| Рік  | Нагороди                             | Категорія                                   | Результати | Фільми                  |
| ---- | ------------------------------------ | ------------------------------------------- | ---------- | ----------------------- |
| 2014 | Телевізійний фестиваль в Монте-Карло | Найкращий актор другого плану у мінісеріалі | Номінація  | The Great Train Robbery |
| 2014 | Acapulco Black Film Festival         | Найкращий акторський склад                  | Номінація  | Форсаж 6                |
| 2015 | Премія британського незалежного кіно | Найкращий актор другого плану               | Номінація  | High-Rise               |